# Thespesia lampas
Thespesia lampas är en malvaväxtart som först beskrevs av Antonio José Cavanilles, och fick sitt nu gällande namn av Nicol Alexander Dalzell och A. Gibson. Thespesia lampas ingår i släktet Thespesia och familjen malvaväxter. Utöver nominatformen finns också underarten T. l. longisepala.

## Bildgalleri

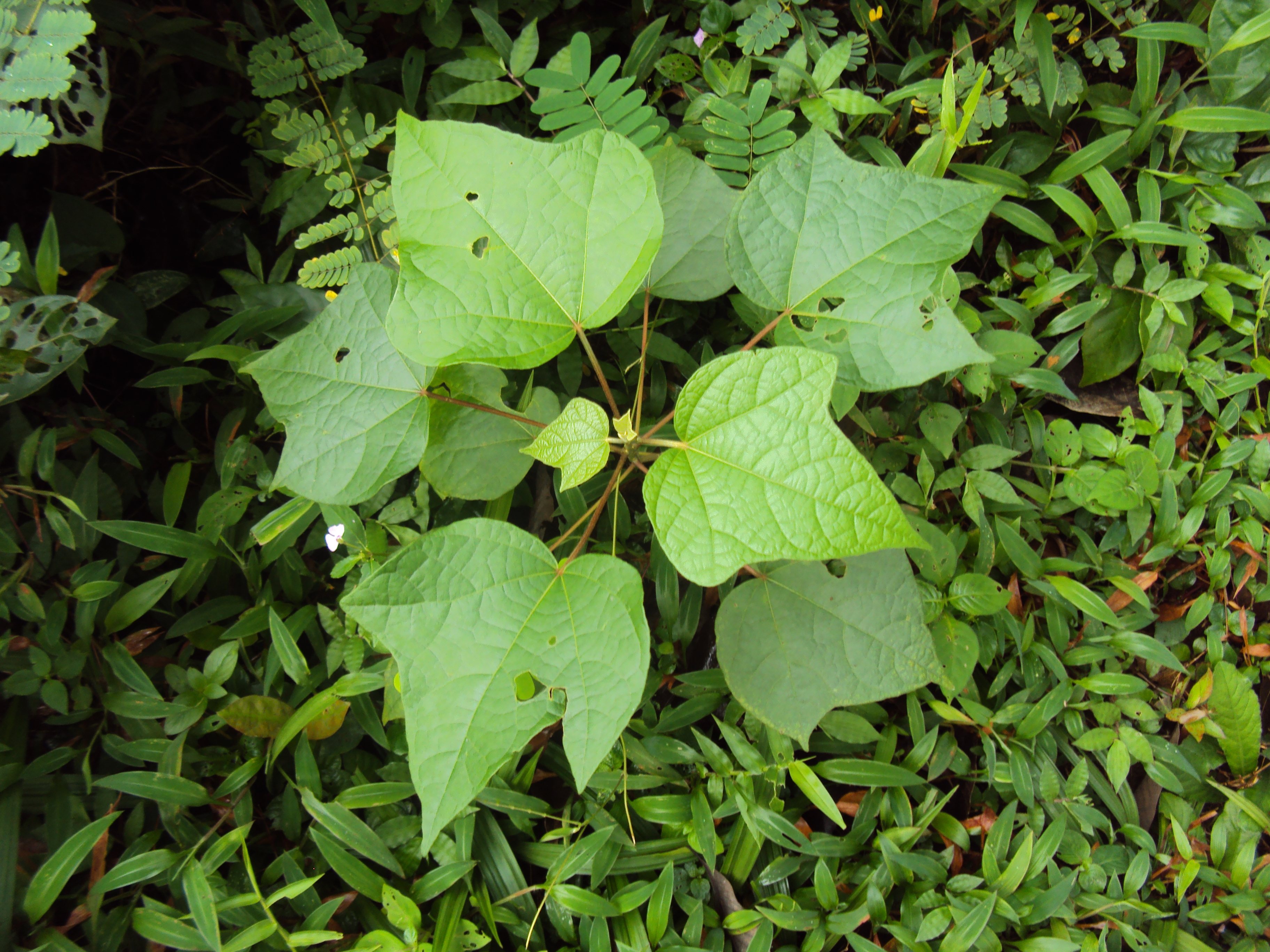
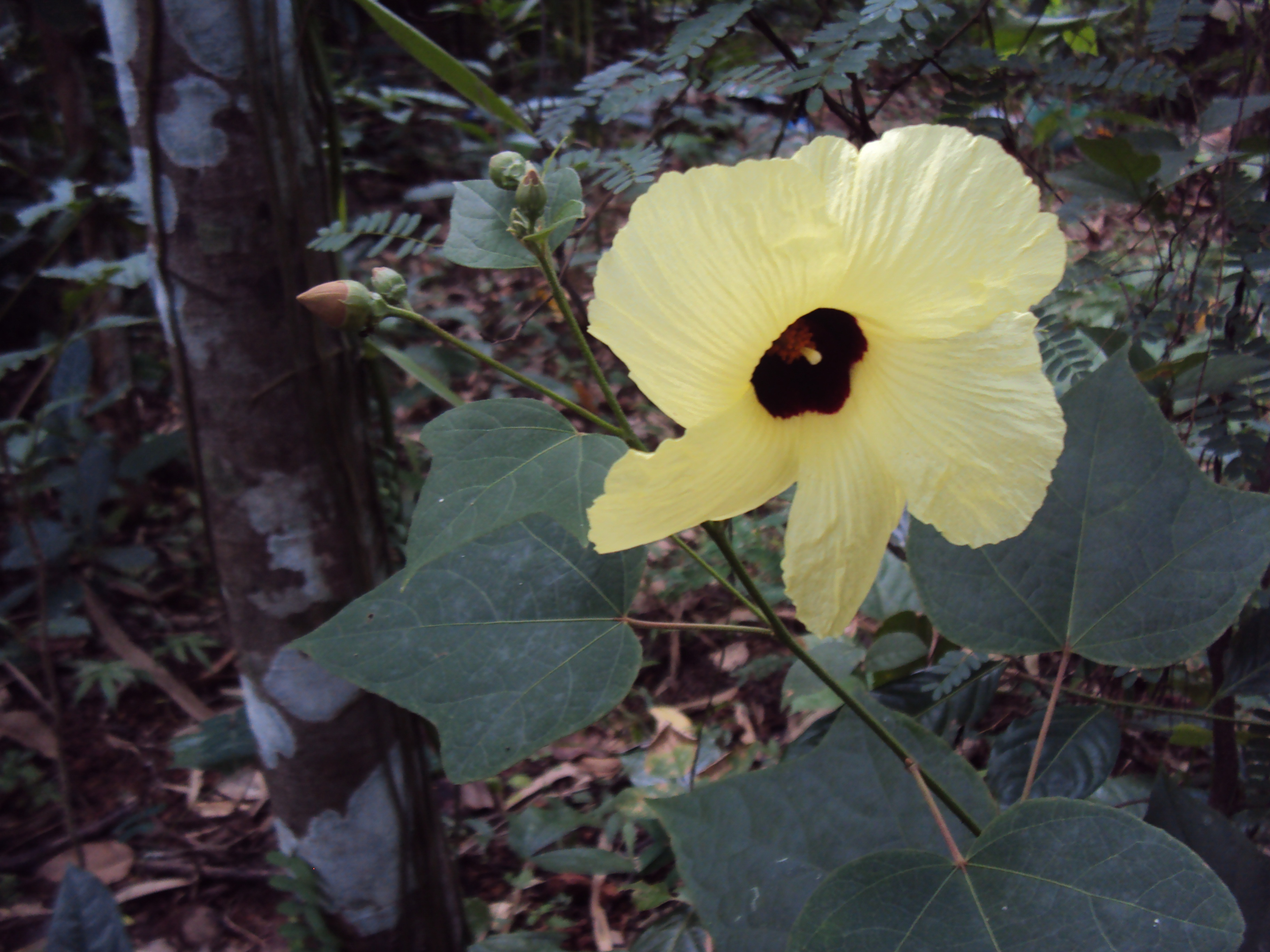
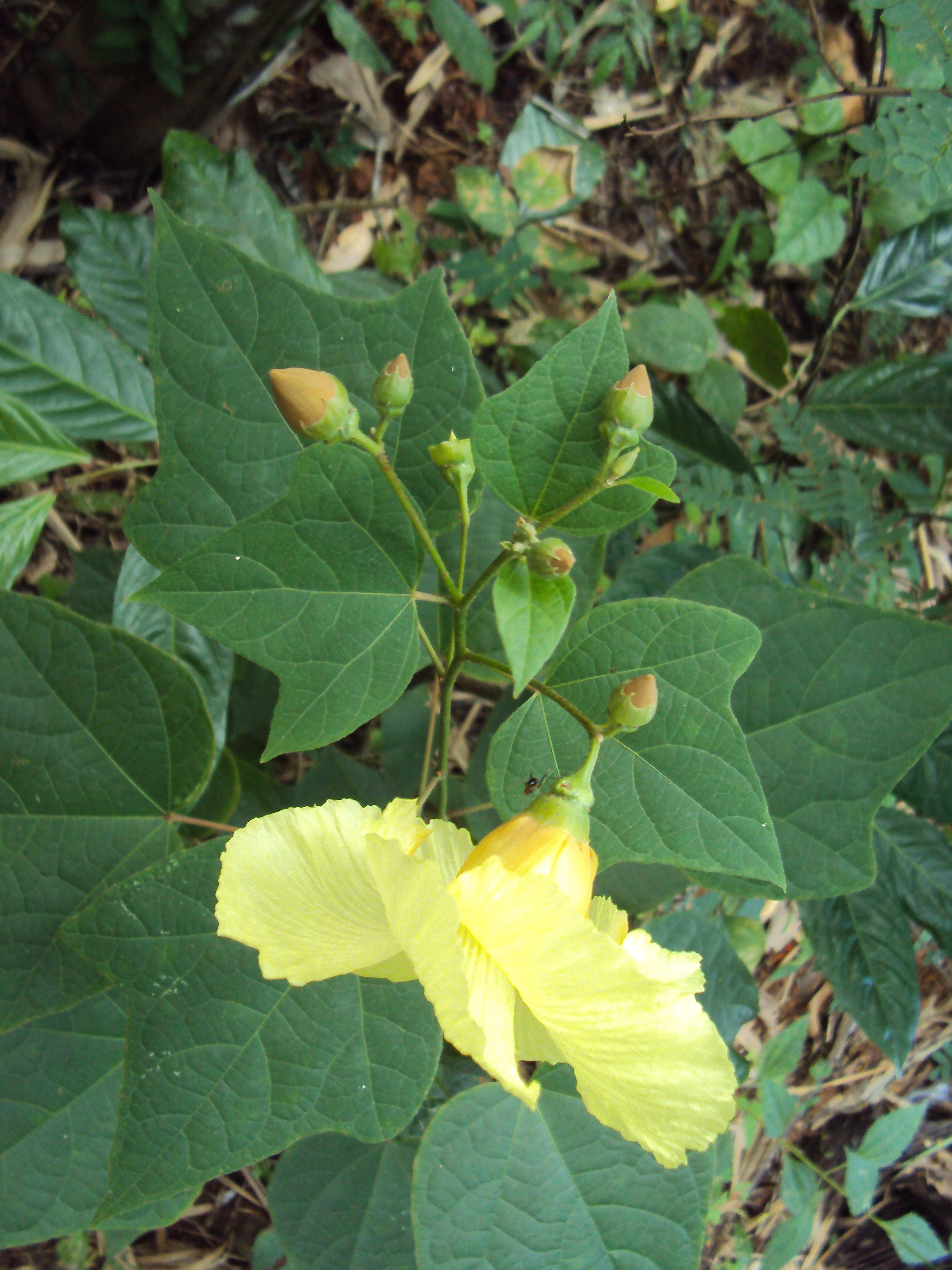
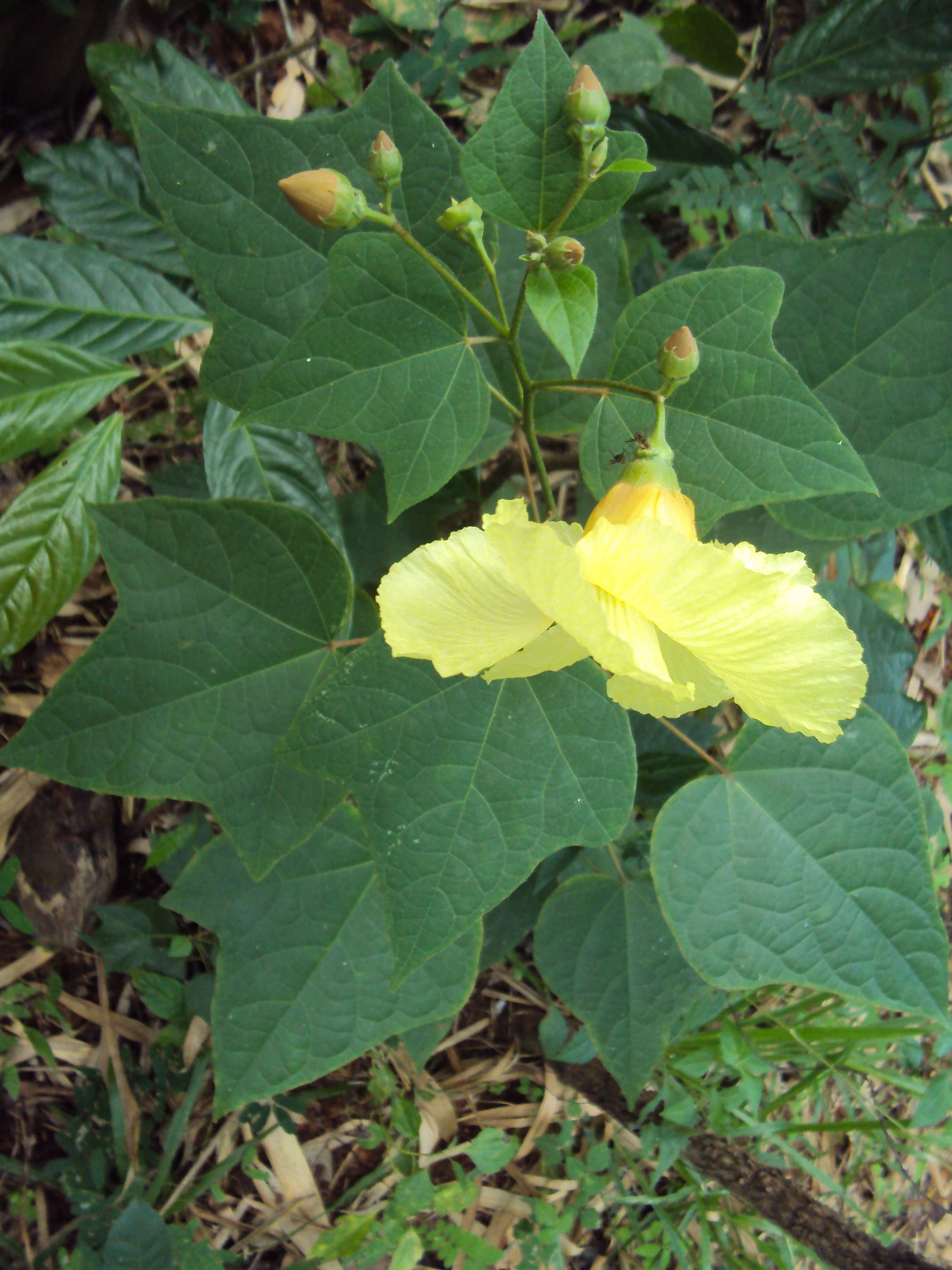
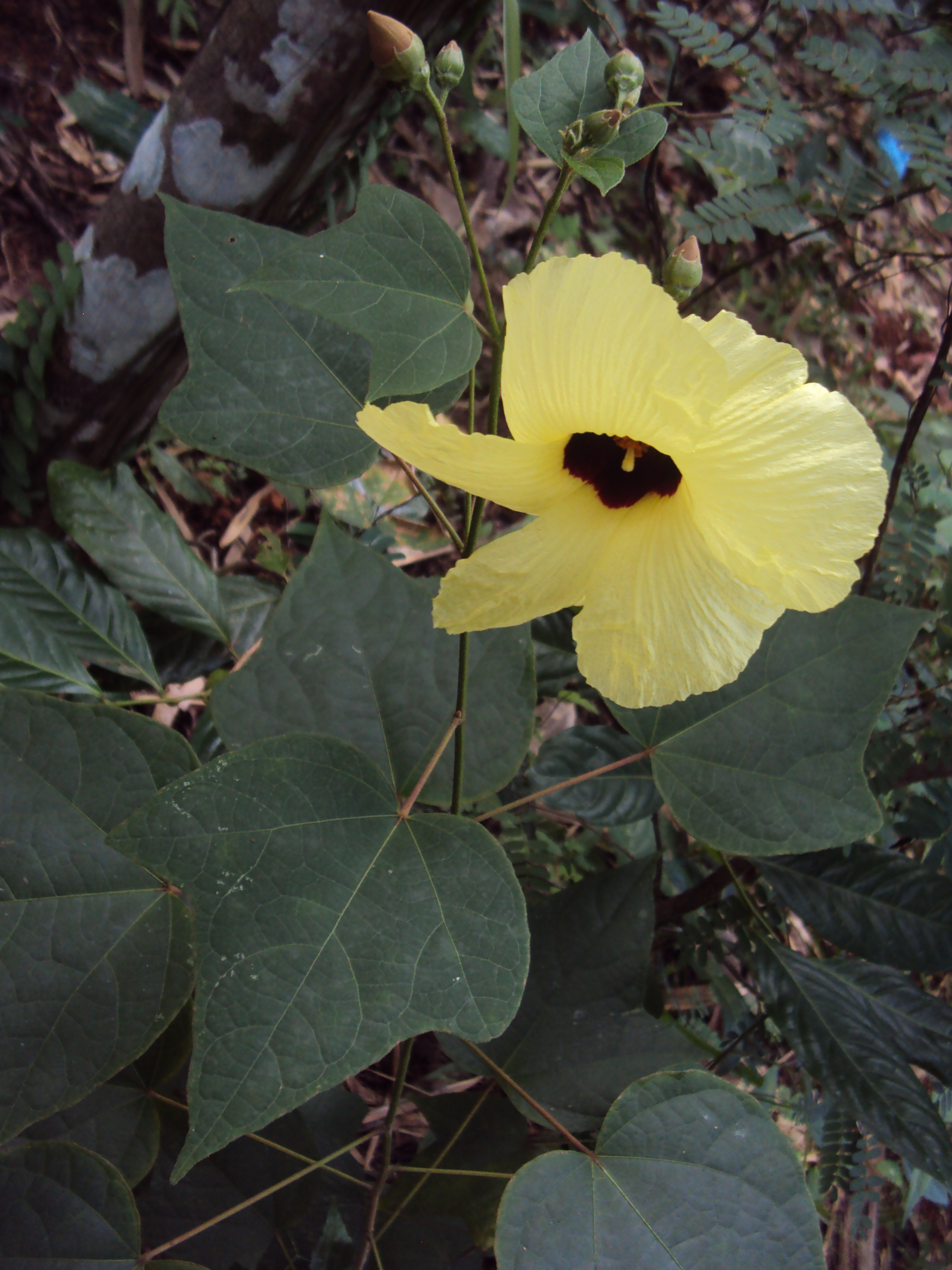
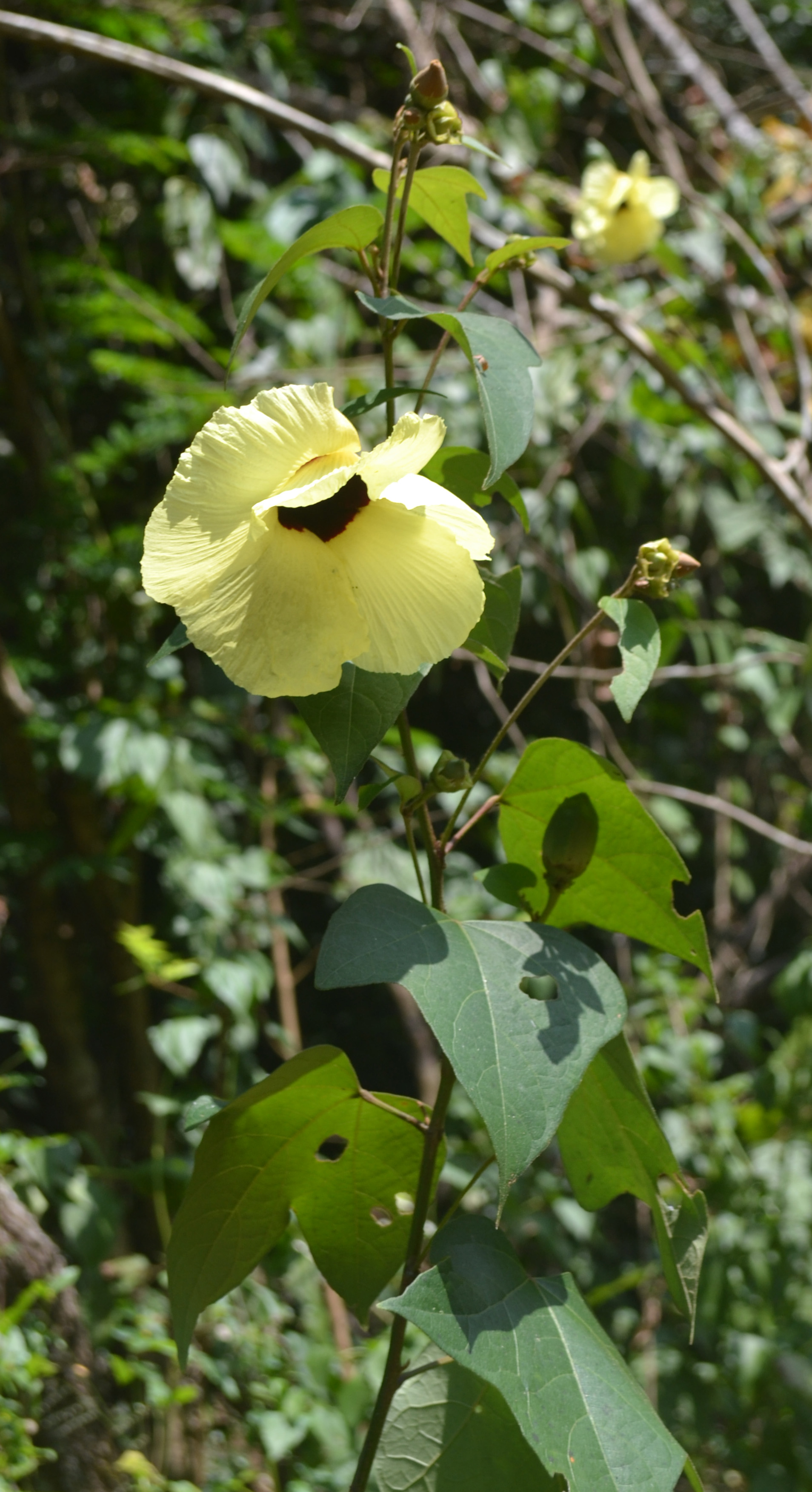